# Aire urbaine d'Arles
L'aire urbaine d'Arles est une aire urbaine française centrée sur la ville d'Arles.

## La notion d'aire urbaine
D'après l'INSEE, une aire urbaine est un ensemble de communes, composé de communes urbaines (faisant partie de l'agglomération) et de communes rurales (faisant partie de la couronne périurbaine). Pour qu'une commune soit membre d'une aire urbaine, il faut qu'au moins 40 % de ses habitants travaille dans le pôle urbain (l'agglomération) ou la ville-centre (ici, Arles).

## Caractéristiques
D'après la définition qu'en donne l'INSEE, l'aire urbaine d'Arles est composée de 2 communes qui sont les mêmes que l'unité urbaine d'Arles, situées dans les Bouches-du-Rhône et le Gard. Ses 55 471 habitants font d'elle la 135e aire urbaine de France.
2 communes de l'aire urbaine sont des pôles urbains.
Le tableau suivant détaille la répartition de l'aire urbaine sur les départements (les pourcentages s'entendent en proportion du département) :
| Département      | Communes | Communes (%) | Superficie (km²) | Superficie (%) | Population (1999) | Population (%) |
| ---------------- | -------- | ------------ | ---------------- | -------------- | ----------------- | -------------- |
| Bouches-du-Rhône | 1        | 0,8          | 758,93           | 14,9           | 52 729            | 2,8            |
| Gard             | 1        | 0,3          | 38,24            | 0,7            | 2 742             | 0,4            |

## Communes
Voici la liste des communes françaises de l'aire urbaine d'Arles.
| Nom      | Code Insee | Statut | Superficie (km2) | Population (dernière pop. légale) | Densité (hab./km2) |
| -------- | ---------- | ------ | ---------------- | --------------------------------- | ------------------ |
| Arles    | 13004      |        | 758,93           | 51 156 (2022)                     | 67                 |
| Fourques | 30117      |        | 38,24            | 2 701 (2022)                      | 71                 |

## Évolution démographique
L'évolution démographique ci-dessous concerne l'unité urbaine selon le périmètre défini en 2010.
| 1968   | 1975   | 1982   | 1990   | 1999   | 2006   | 2011   | 2016   |
| ------ | ------ | ------ | ------ | ------ | ------ | ------ | ------ |
| 47 266 | 51 673 | 52 547 | 54 309 | 53 057 | 54 712 | 55 403 | 55 753 |